# 백재현 (정치인)
백재현(白在鉉, 1951년 7월 4일 ~ )은 대한민국의 세무사 출신 정치인이다. 제13·14대 경기도 광명시장(1998~2006), 제18·19·20대 국회의원(2008~2020), 제36대 국회사무총장(2023~2024)이다.

## 생애
1951년 7월 4일에 전라북도 고창군 해리면에서 태어났다. 고등학교를 검정고시로 마친 후 경기대학교에서 무역학을 전공하였고 제18회 세무사 시험에 합격하였다. 가톨릭대학교 행정대학원 겸임교수를 역임했다. 대한민국 지방자치역사에서 유일무이하게 기초의회의원, 광역의회의원, 기초자치단체장, 국회의원을 한단계씩 오른 입지전적인 기록을 가지고 있다. 노무현 前대통령이 원외최고위원시절인 1994년 설립한 '지방자치실무연구소' 초대감사를 역임한 '지방분권주의자'로서, 민주통합당 경기도당위원장, 새정치민주연합 정책위의장으로 활동했다. 국회도서관에서 '책을 가장 많이 읽는 의원'으로 2014~2016 3년연속 선정된 바 있다. 대건안드레아라는 세례명을 가지고 있다.

## 학력
- 고등학교 졸업 검정고시 합격
- 1975 ~ 1979 경기대학교 무역학과 학사
- 서울대학교 행정대학원 수료
- 연세대학교 행정대학원 수료
- 2024 신한대학교 대학원 명예행정학박사

## 경력
- 1970년 10월: 국세청 근무
- 1981년: 제18회 세무사시험 합격
- 1982년 2월: 백재현세무사 대표
- 1987년 1월 ~ 1987년 12월: 광명청년회의소 회장
- 1990년 1월 ~ 1995년 12월: 광명경실련 창립위원·자문위원
- 광명시 수원지방검찰청 청소년선도위원
- 1991년 ~ 1995년: 민주당 중앙위원·정책위원
- 1991년 ~ 1995년: 민주당 경기도 지부 광명시 지구당 부위원장
- 1991년 3월 26일: 1991년 대한민국 지방 선거 당선(1991, 경기 광명시 철산2동 선거구, 무소속, 초선)
- 1991년 3월 27일 ~ 1995년 6월 30일: 제1대 경기도 광명시의회 의원(1991, 경기 광명시 철산2동 선거구, 무소속, 초선)
  - 제1대 경기도 광명시의회 예산결산특별위원회 위원
  - 제1회 경기도 광명시의회 결산결사대표위원
  - 제1대 경기도 광명시의회 총무위원장
- 평화방송 생방송 고정세무상담위원
- 예총 광명시지부 자문위원회 부위원장
- 광명시 지방세·공공요금 심의위원
- 광명종합사회복지관 자문위원
- 광명정책연구소 소장
- 1994년: 지방자치실무연구소 초대 감사
- 1995년 6월 27일: 제1회 전국동시지방선거 당선(민선 1기, 경기 광명시 제1선거구, 민주당, 초선)
- 1995년 7월 1일 ~ 1998년 6월 30일: 제4대 경기도의회 의원(민선 1기, 경기 광명시 제1선거구, 민주당→무소속→새정치국민회의, 초선)
  - 제4대 경기도의회 통상경제위원장
- 1995년 7월 ~ 1998년 6월: 광명문화원 부원장
- 1996년 3월 ~ 1996년 4월: 제15대 국회의원 선거 새정치국민회의 남궁진 경기 광명시 갑 국회의원 후보 선거대책본부장
- 1997년 1월 ~ 1999년 12월: 연청 중앙회 부회장
- 1998년 7월 ~ 2000년 1월: 새정치국민회의 중앙위원
- 1998년 6월 4일: 제2회 전국동시지방선거 당선(민선 2기, 경기도 광명시장, 새정치국민회의, 초선)
- 1998년 7월 1일 ~ 2002년 6월 30일: 제13대 경기도 광명시장(민선 2기, 새정치국민회의→새천년민주당, 초선)
- 2000년 ~ 2003년: 새천년민주당 경기도 지부 광명시 지구당 수석부위원장
- 지방자치실무연구소 감사
- 2002년 6월 13일: 제3회 전국동시지방선거 당선(민선 3기, 경기도 광명시장, 새천년민주당, 재선)
- 2002년 7월 1일 ~ 2006년 6월 30일: 제14대 경기도 광명시장(민선 3기, 새천년민주당→무소속→열린우리당, 재선)
- 2007년 9월 ~ 2008년 2월: 대통합민주신당 중앙위원
- 2008년 4월 9일: 대한민국 제18대 국회의원 선거 당선(경기 광명시 갑, 통합민주당, 초선)
- 2008년 5월 30일 ~ 2012년 5월 29일: 제18대 국회의원(경기 광명시 갑, 통합민주당→민주당→민주통합당, 초선)
  - 2008년 8월 ~ 2010년 5월: 제18대 국회 전반기 기획재정위원회 위원
  - 2010년 6월 ~ 2012년 5월: 제18대 국회 후반기 국토해양위원회 위원
- 2008년 ~ 2011년: 민주당 경기도당 광명시 갑 지역위원회 위원장
- 2010년 6월 ~ 2011년 5월: 민주당 제4정책조정위원회 위원장
- 2011년 5월 ~ 2011년 12월: 민주당 정책위원회 부의장
- 2011년 12월 ~ 2013년 5월: 민주통합당 경기도당 광명시 갑 지역위원회 위원장
- 2012년 1월 ~ 2013년 5월: 민주통합당 정책위원회 수석부의장
- 2012년 4월 11일: 대한민국 제19대 국회의원 선거 당선(경기 광명시 갑, 민주통합당, 재선)
- 2012년 5월 30일 ~ 2016년 5월 29일: 제19대 국회의원(경기 광명시 갑, 민주통합당→민주당→새정치민주연합→더불어민주당, 재선)
  - 2012년 7월 ~ 2014년 5월: 제19대 국회 전반기 여성가족위원회 위원
  - 2012년 7월 ~ 2013년 3월: 제19대 국회 전반기 행정안전위원회 위원
  - 2012년 7월 ~ 2013년 5월: 제19대 국회 전반기 예산결산특별위원회 위원
  - 2012년 8월 ~ 2013년 8월: 제19대 국회 지방재정특별위원회 위원
  - 2013년 3월 ~ 2014년 5월: 제19대 국회 전반기 안전행정위원회 위원
  - 2013년 6월 ~ 2013년 8월: 제19대 국회 남북관계발전특별위원회 간사
  - 2013년 12월 ~ 2014년 2월: 제19대 국회 정치개혁특별위원회 간사
  - 2014년 6월 ~ 2014년 10월: 제19대 국회 후반기 산업통상자원위원회 간사
  - 2014년 10월 ~ 2016년 5월: 제19대 국회 후반기 산업통상자원위원회 위원
- 2012년 6월 ~ 2013년 5월: 민주통합당 경기도당 위원장
- 2013년 5월 ~ 2014년 3월: 민주당 경기도당 광명시 갑 지역위원회 위원장
- 2014년 3월 ~ 2015년 12월: 새정치민주연합 경기도당 광명시 갑 지역위원회 위원장
- 2014년 6월 ~ 2014년 10월: 새정치민주연합 정책위원회 수석부의장
- 2014년 10월 ~ 2015년 2월: 새정치민주연합 정책위원회 의장
- 2015년 12월 ~ 2020년 5월: 더불어민주당 경기도당 광명시 갑 지역위원회 위원장
- 2016년 4월 13일: 대한민국 제20대 국회의원 선거 당선(경기 광명시 갑, 더불어민주당, 3선)
- 2016년 5월 30일 ~ 2020년 5월 29일: 제20대 국회의원(경기 광명시 갑, 더불어민주당, 3선)
  - 2016년 6월 ~ 2017년 5월: 제20대 국회 전반기 윤리특별위원회 위원장
  - 2016년 6월 ~ 2017년 7월: 제20대 국회 전반기 안전행정위원회 위원
  - 2017년 1월 ~ 2017년 12월: 제20대 국회 헌법개정특별위원회 위원
  - 2017년 5월 ~ 2018년 5월: 제20대 국회 전반기 예산결산특별위원회 위원장
  - 2017년 7월 ~ 2018년 5월: 제20대 국회 전반기 행정안전위원회 위원
  - 2018년 7월 ~ 2020년 5월: 제20대 국회 후반기 산업통상자원중소벤처기업위원회 위원
- 2017년 4월 ~ 2017년 5월: 제19대 대통령 선거 더불어민주당 문재인 대통령 후보 국민주권공동선거대책위원회 국가재정위원회 위원장
- 2018년 9월 ~ 2020년 8월: 더불어민주당 전국직능대표자회의 의장
- 2020년 12월 : 한국지방세연구원 이사장
- 2023년 12월 ~ 2024년 6월: 제36대 국회사무총장
- 더불어민주당 일반고문
- 2024년 10월 ~ : 한국세무사회 고문
- 2025년 5월 ~ : 대한민국헌정회 행정안전위원회 위원장

## 의정 활동

### 제18대
- 2008년 5월 30일 ~ 2012년 5월 29일: 제18대 국회의원(경기 광명시 갑, 통합민주당→민주당→민주통합당, 초선)
- 국회 기획재정위 조세소위 위원(18대 전반기)
- 국회 미래전략 및 과학기술특위 위원(2008～2009)
- 국회 지방행정체제개편특위 위원(2009～2010)
- 국회 국토해양위 법안/예결소위 위원(18대 후반기)
- 국회 친서민주택정책전문가포럼 공동대표(2010～2012)
- 국회사무처 선정 '입법발의&법안가결 우수의원(2008)
- 국회사무처 선정 '입법 및 정책개발 우수의원'(2010)
- 상반기 본회의/상임위/의원총회 출석율 최우수의원 12인(2010 국회 원내대표)
- 하반기 본회의 의원총회, 전체회의 우수참석위원 3인(2010 민주당)
- 국감NGO모니터단 선정 '국감 우수의원'(2010. 2011 2년연속)
- 국감우수의원(2011 국토해양위 건설경제신문)
- 율곡대상 수상(2011 국가정치부문, 중부일보)
- 의정대상 수상(2011 국회의원부문, 전국지역신문협회)

### 제19대
- 2012년 5월 30일 ~ 2016년 5월 29일: 제19대 국회의원(경기 광명시 갑, 민주통합당→민주당→새정치민주연합→더불어민주당, 재선)
- 국회 산업통상자원위 위원/법안소위 위원(2014.6~/정책위의장 임명에 따라 간사변경)
- 국회 산업통상자원위 간사(2014.6～10)
- 국회 안전행정위 위원(2012～2014)
- 국회 여성가족위 위원(2012～2014)
- 국회 예산결산특위 위원(2012～2013)
- 국회 지방재정특위 위원(2012～2013)
- 국회 남북관계발전특위 간사(2013)
- 국회 정치개혁특위 간사(2013～2014)
- 국회 평창올림픽지원특위 위원(2013～2014)
- 국회 지방자치포럼 공동대표(2012～2016)
- 2012년 국회사무처 선정 '입법 및 정책개발 우수의원'
- 2012년 민주당 국감우수의원(행정안전위*여성가족위)
- 2012년 국감NGO모니터단 선정 '국감우수의원'(3년연속)
- 2013년 국회사무처 선정 우수국회의원 연구단체(지방자치포럼)
- 2013년 국회 헌정대상(국회 의정모니터단)
- 2013년 의정활동 우수의원10인 선정(주간경향)
- 2013년 국감NGO모니터단 선정 '국감우수의원'(4년연속)
- 2013년 민주당 국감우수의원(안전행정위*여성가족위)
- 2014년 '우수국회의원 연구단체' 대표선정(지방자치포럼)
- 2014년 도서관이용 최우수 국회의원(국회도서관)
- 2014년 국회 헌정대상(2년연속,국회 의정모니터단)
- 2014년 대한민국소비자대상(소비자입법부문,한국소비자협회)
- 2014년 국감NGO모니터단 선정 '국감우수의원'(5년연속)
- 2015년 도서관이용 최우수 국회의원(2년연속, 국회도서관)
- 2015년 대한민국 의정대상(대한기자협회)
- 2015년 국회 헌정대상(3년연속,국회 의정모니터단)
- 2015년 국감NGO모니터단 선정 '국감우수의원'(6년연속)
- 2015년 새정치민주연합 국감우수의원(산업통상자원위)

### 제20대
- 2016년 5월 30일 ~ 2020년 5월 29일: 제20대 국회의원(경기 광명시 갑, 더불어민주당, 3선)
- 국회 안전행정위원회 위원(2016.6～2018.5)
- 국회 남북관계개선특위 위원(2016.6～2018.5)
- 국회 헌법개정위 위원(2016.12～2018.5)
- 국회 자치*분권*균형발전포럼 공동대표(2016.6～2018.5)
- 20대 국회 1기 윤리특별위원회 위원장(2016.6~2017.5)
- 20대 국회 2기 예산결산특별위원회 위원장(2017.5~2018.5)
- 2017 국회 헌정대상(5년연속,국회 의정모니터단)
- 2017 도서관이용 국회최우수의원(4년연속, 국회도서관)
- 2017 사회공헌대상(사단법인 대한민국가킴지  )
- 2016 국감NGO모니터단 선정 '국감우수의원'(7년연속)
- 2016 국회의원 '아름다운 말 선플'상(전국청소년선플SNS기자단)
- 2016 유권자대상(유권자시민행동)
- 2016 도서관이용 국회최우수의원(3년연속, 국회도서관)
- 2016 국회 헌정대상(4년연속,국회 의정모니터단)
- 2016 19대국회 공약대상(국회 의정모니터단)
- 2016 창조혁신대상(한국언론인연대조직위)
- 2016 올해의 인물 '좋은 국회의원'(범시민사회단체연합)

## 논란

### 연구용역 비리 의혹
백재현 의원은 선거운동을 돕던 사람이 책임연구원으로 있는 실체가 불분명한 `한국경영기술포럼`이라는 단체에 총 8번에 걸쳐 4000만원의 연구용역을 발주한 것으로 나타났고 이중의 일부 연구 보고서는 표절과 명의 도용의 문제까지 있어 논란이 되었다. 백재현 의원 측은 표절 여부는 몰랐으며 자신들도 피해자라는 입장을 밝혔다.

## 저서
- CEO의 꿈은 희망을 디자인한다(2002년)
- 꿈이 있는 사람은 행복을 디자인한다(2007년)
- 힘들수록 광명정대(2011년)
- 乙을 위한 행진곡2(공저,2013년)

## 역대 선거 결과
|  | 42.70% |

|  | 51.68% |

|  | 56.15% |

|  | 52.42% |

|  | 50.91% |

|  | 51.05% |

|  | 39.41% |

## 소속 정당
| 소속 정당 | 소속 정당      | 소속 기간 | 비고                |
| --------- | -------------- | --------- | ------------------- |
|           | 무소속         | 1991~1995 | 정계 입문           |
|           | 민주당         | 1995      | 입당                |
|           | 무소속         | 1995      | 탈당                |
|           | 새정치국민회의 | 1995~2000 | 창당                |
|           | 새천년민주당   | 2000~2004 | 합당                |
|           | 무소속         | 2004      | 탈당                |
|           | 열린우리당     | 2004~2007 | 입당                |
|           | 대통합민주신당 | 2007~2008 | 합당                |
|           | 통합민주당     | 2008      | 합당                |
|           | 민주당         | 2008~2011 | 당명 변경           |
|           | 민주통합당     | 2011~2013 | 합당                |
|           | 민주당         | 2013~2014 | 당명 변경           |
|           | 새정치민주연합 | 2014~2015 | 합당                |
|           | 더불어민주당   | 2015~2023 | 당명 변경 정계 은퇴 |
|           | 무소속         | 2023~2024 | 탈당                |
|           | 더불어민주당   | 2024~현재 | 복당                |

## 가족 관계
- 어머니 : 문순영 ( ~ 2021년 6월 14일)
- 형제동생 : 백승현, 백순현, 백삼현, 백서현, 백봉현, 백영현

## 같이 보기
- 광명시의 국회의원
- 광명시 갑
- 광명시장
- 대한민국의 국회사무총장